# Basílica de Santa Justina
La «Basílica de la Abadía de Santa Giustina» o Santa Justina, es una basílica y abadía católica, situada en el centro de Padua (Italia), cuya construcción actual data del siglo XVII.
Fundada en el siglo VI en la tumba de Santa Justina de Padua por el prefecto del pretorio Venanzio Opilione; desde el siglo XV era un importante centro monástico, y luego suprimida por Napoleón Bonaparte en 1810.
En 1919 el monasterio fue reabierto y se encuentra en el interior la Biblioteca Estatal del Monumento Nacional de Santa Giustina.
La basílica alberga los restos de varios santos: además de la mencionada santa Justina, se encuentran los de san Prosdócimo y san Máximo, santo Urio, santa Felicitas, san Giuliano, y reliquias de San Matías y San Lucas Evangelista.
Con sus 122 metros de largo y 82 m de ancho, la basílica abacial de Santa Giustina es una de las más grandes de la cristiandad. Las dimensiones de la basílica son proporcionales a la enorme plaza Prato della Valle ante la que se levanta.

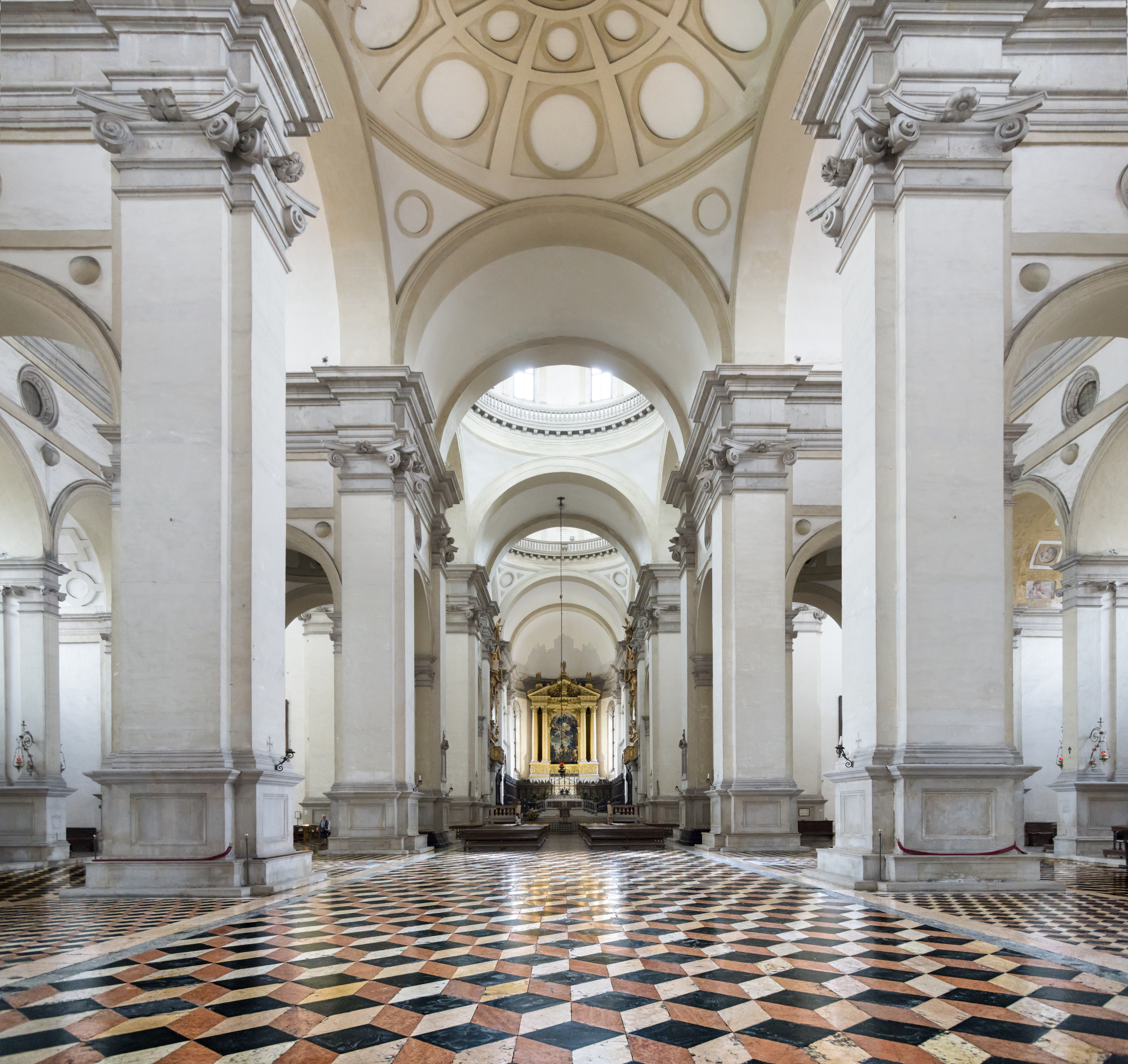
Basílica de Santa Justina de Padua (el interior)
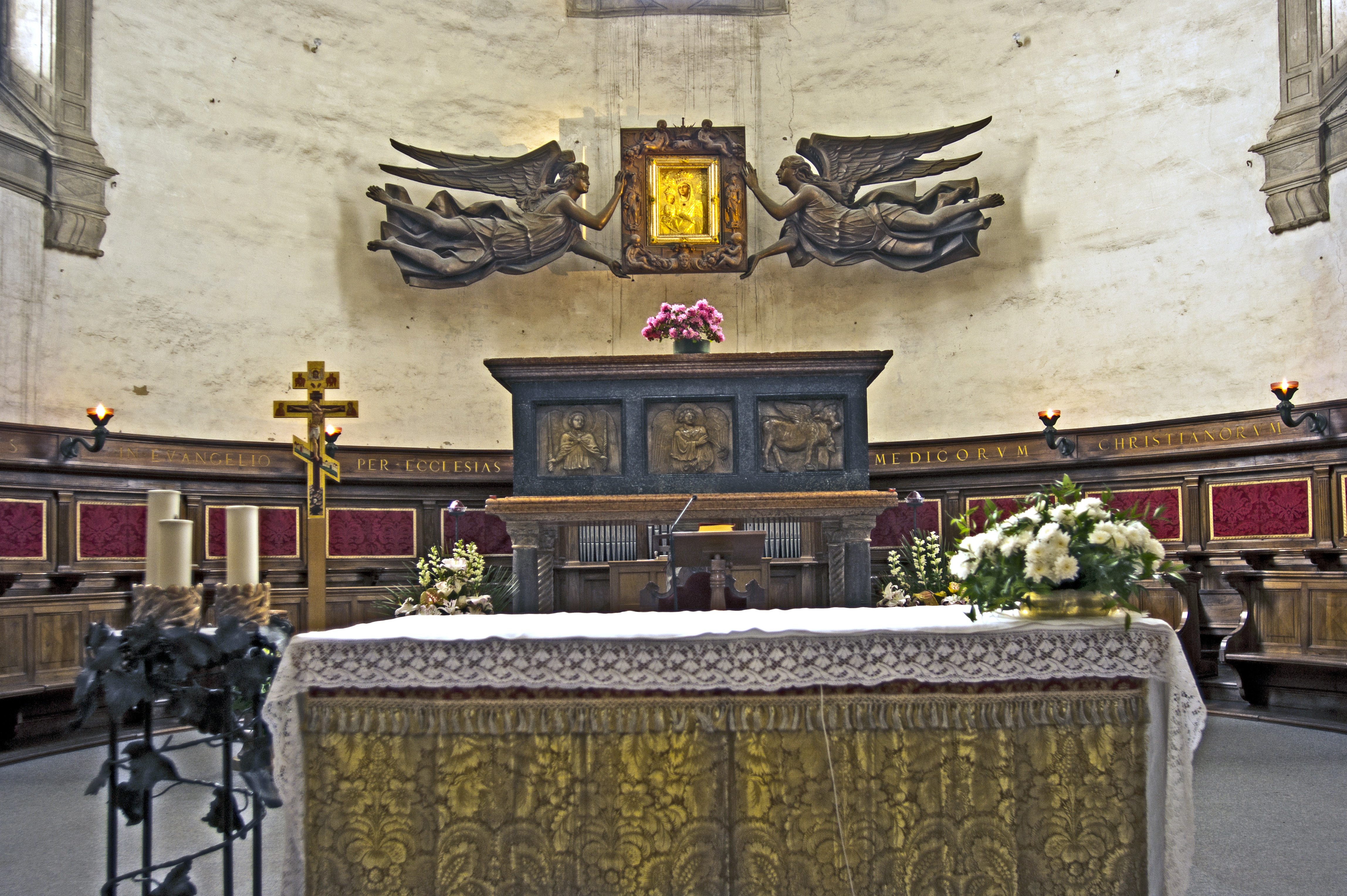
Reliquias de San Lucas Evangelista.

Una placa en el interior de la basílica recuerda que el 13 de marzo de 1771, el joven Wolfgang Amadeus Mozart tocó el órgano Nacchini.